# Agnetenklooster (Maaseik)
Het Agnetenklooster, ook wel Sint-Agnesconvent genoemd, was een klooster van reguliere kanunnikessen van Sint-Augustinus dat werd opgericht te Maaseik in 1429 en dat werd toegewijd aan de heilige Agnes, waarvan de naam Agneten is afgeleid.

## Geschiedenis

### Begijnhof
Na de stichting van de stad Maaseik, in 1244, spande graaf Arnold IV van Loon zich in voor de stichting van een begijnhof, wat in 1265 bisschoppelijke erkenning kreeg. Het begijnhof lag buiten de stadswallen, en was zelf geheel omwald. Begin 15e eeuw was het respect voor de regel in het begijnhof in verval geraakt, vooral de gelofte van kuisheid werd niet al te nauw genomen. In 1361 beviel een begijn Beatrijs van de Spiegel van een zoon die Mathias persoens zoen genoemd werd. Als men bedenkt dat de begijnhofpastoor de persoen was, kan men zich een idee vormen van de toestand.

### Stichting 1429
Jan van Heinsberg, bisschop van Luik, beschreef de schrijnende toestand in de stichtingsoorkonde van het nieuwe klooster dat werd opgericht in 1429. De basis van het nieuwe klooster werd gevormd door tweeëntwintig Zusters van het Gemene Leven die zich binnen de wallen van Maaseik hadden gevestigd onder de begeleiding van Jan van Weert, een oude priester en hun proost. Het nieuwe klooster moest volgens de stichtingsoorkonde gebouwd worden naast het begijnhof, dat gelegen was tussen de Bleumer- en Hepperpoort, en de bisschop bepaalde ook dat beide gemeenschappen vreedzaam naast elkaar moesten leven. Ze deelden trouwens dezelfde Sint-Agneskapel. Op 21 mei 1430 werd het ‘slot’ (claustrum) ingesteld; de zusters sloten zich dus compleet af van de buitenwereld en alle contacten moesten verlopen via de proost. De eerste priorin van het klooster kwam over van het klooster Mariaweide in Venlo en zij bracht een kopiiste mee. Het duurde tot 5 februari 1432 voor paus Eugenius IV de stichting goedkeurde, die door de dekens van het kapittel van Aldeneik werd toegepast.

### Kapittel van Venlo 1455
In vele vrouwenkloosters in de grensstreek uit die periode wilde men leven volgens de richtlijnen van de Windesheimse congregatie, maar paus Eugenius IV had in 1436 aan de congregatie verboden om nog vrouwenkloosters op te nemen. In 1455 voegde de bisschop van Luik de kloosters van Venlo (Mariawijde), Maaseik, Roermond (Mariagaarde), Luik en ’s-Hertogenbosch (Sint Gertrudis) samen in het Kapittel van Venlo, dat leefde in de geest van de Moderne Devotie maar niet tot het kapittel van Windesheim behoorde.

### Het klooster en Jan van Eyck
De inventaris van de sacristie uit omstreeks 1480 vermeldt twee kazuifels, een van rode zijde met zilveren bloemen en een van blauw damast die Jan van Eyck (suster Levynen vader)  aan het klooster zou hebben geschonken. Een andere bron die Jan van Eyck, hofschilder van de Bourgondische hertog, verbindt met het klooster is een vermelding in de rekeningen van de ontvanger-generaal van financiën van de hertog. Daarin is vermeld dat, na de dood van Jan van Eyck, in november of december 1449, Filips geld aan Jans dochter Livina schonk, Lyevine van der Eecke, bij haar intrede in het klooster.

### Brand 1482
In 1482 woedde in het Land van Loon en het Prinsbisdom Luik tussen de families Van der Mark en Van Horne. Op  3 november 1482 werd het klooster ingenomen door Willem van der Mark ook gekend als le sanglier des Ardennes (het everzwijn van de Ardennen) die op 30 augustus van dat jaar de prins-bisschop van Luik, Lodewijk van Bourbon had vermoord.
De zusters konden op 4 november vluchten over de Maas en vinden onderdak in het kanunnikessenstift in Susteren
Johan van Horne versloeg de troepen van Willem die in het klooster gelegerd waren en daarbij ging het klooster in de vlammen op. In 1483 werden de resten gesloopt, omdat die gemakkelijk te veroveren waren door belegeraars en vervolgens als tegen de stad gerichte versterking konden worden gebruikt. Johan van Horne werd in 1483 door paus Sixtus IV benoemd tot prins-bisschop van Luik.

### Nieuw klooster 1485
In 1483 lieten de agneten hun klooster en kerk buiten de wallen afbreken, samen met het begijnhof, omdat dit te gemakkelijk te gebruiken was als bolwerk tegen de stad, en in 1485 werd begonnen met de bouw van een nieuw klooster binnen de stadswallen, op deze plaats in de Sionstraat. Door de nog steeds aan de gang zijnde burgeroorlog lag de bouw stil tussen 1488 en 1493. Het duurde tot 1494 voor het koor van de kloosterkapel kon worden voltooid en pas in 1530 waren de cellen van de zusters klaar. Op de Ferrariskaart nam het klooster het volledig kwartier tussen de wallen, de Sionstraat en de Mgr. Koningsstraat in beslag, de naam Groot Klooster was dus niet gestolen.
Dit Sint-Agnesklooster of Groot Klooster werd in 1797 door de Franse bezetters opgeheven en in 1799 samen met de abdijhoeve verkocht aan de advocaat J.G. Smeets van Maaseik.

## Nalatenschap

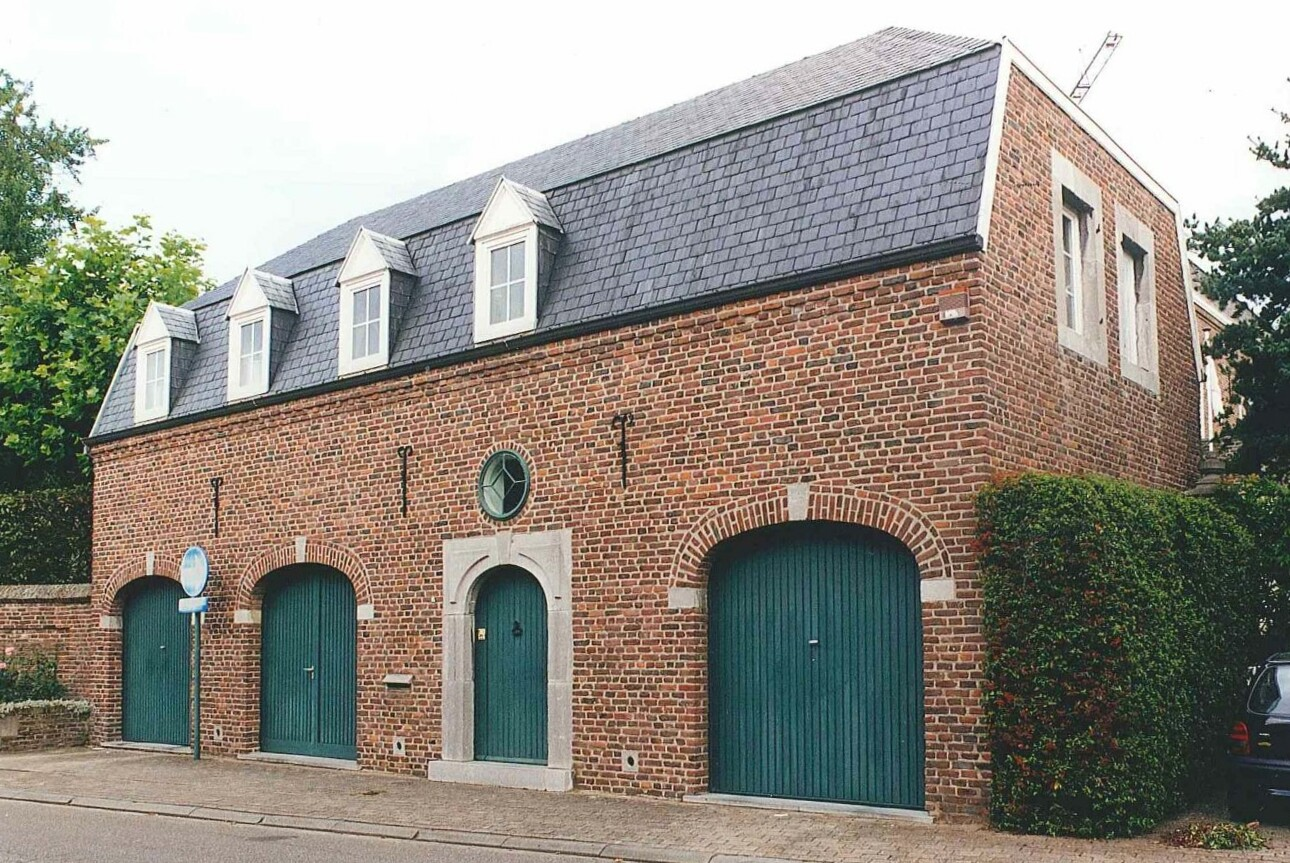
Sionstraat 15, gewijzigd bijgebouw van het klooster

### Onroerend erfgoed
Van het klooster, de bijbehorende kloosterkapel en de bijgebouwen resteren een tweetal panden aan de Sionstraat 15-17, een mergelstenen kloostermuur in de tuin van Sionstraat 17, delen van een omheiningsmuur met een poortje aan de Sionstraat, en een schuur aan het einde van een steeg tussen Sionstraat 5 en 7. De steeg wordt aan de straatzijde afgesloten door een smeedijzeren poort tussen hardstenen hekpijlers (19e-eeuws?). In het pand Sionstraat 17, gelegen achter nr. 15 en niet zichtbaar vanaf de straat, was vroeger de infirmerie van het klooster en daarna een militair hospitaal gevestigd (sinds 2010 B&B "Het Agnetenklooster"). Beide panden zijn in de negentiende eeuw verbouwd. De schuur is het enige ongewijzigde restant van het klooster. In de topgevel is een kruisvormig, hardstenen reliëf ingemetseld, maar dit is naderhand beschadigd, wellicht in een poging het te verwijderen.

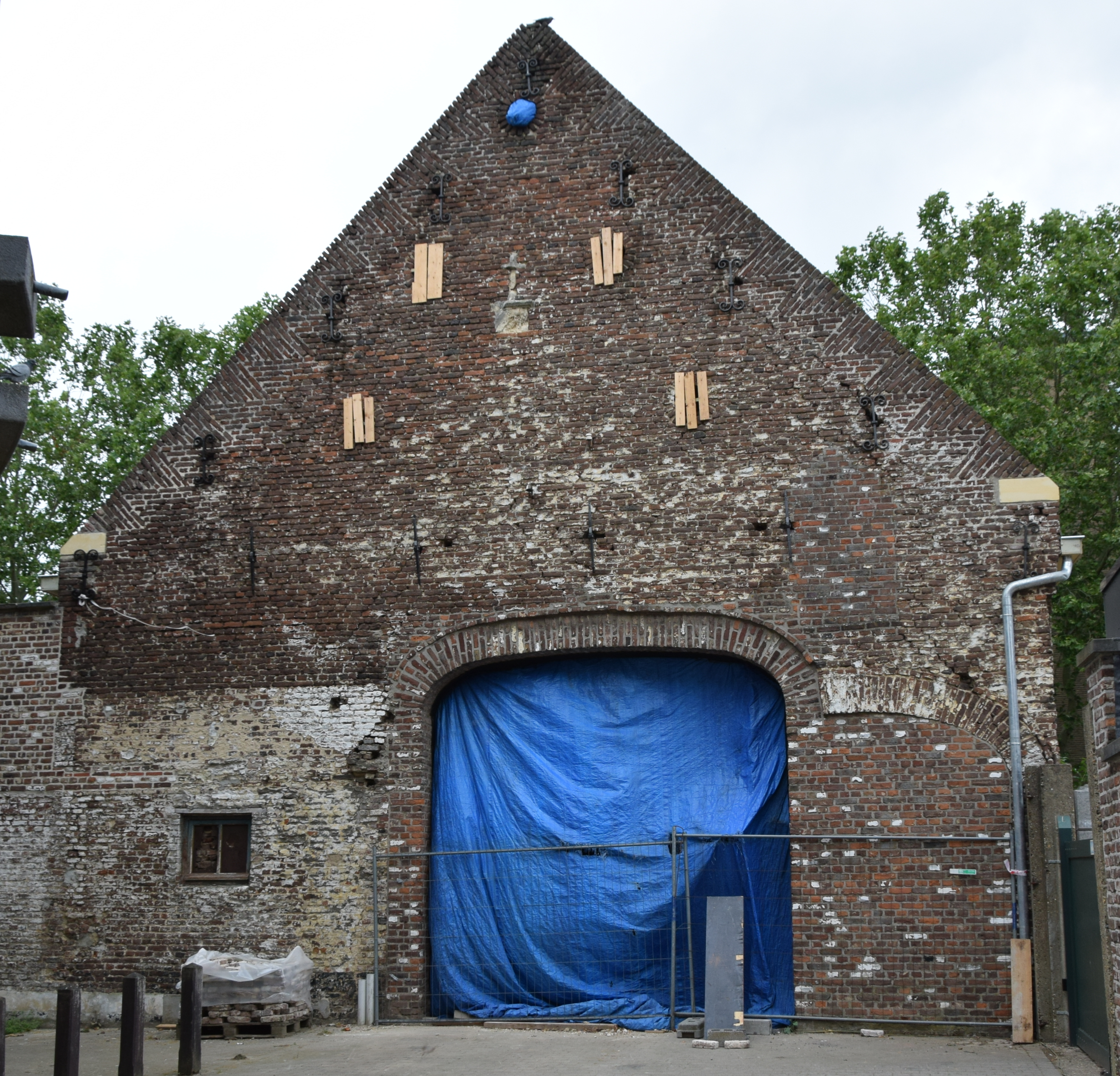
Schuur, eertijds behorend bij Agnetenklooster
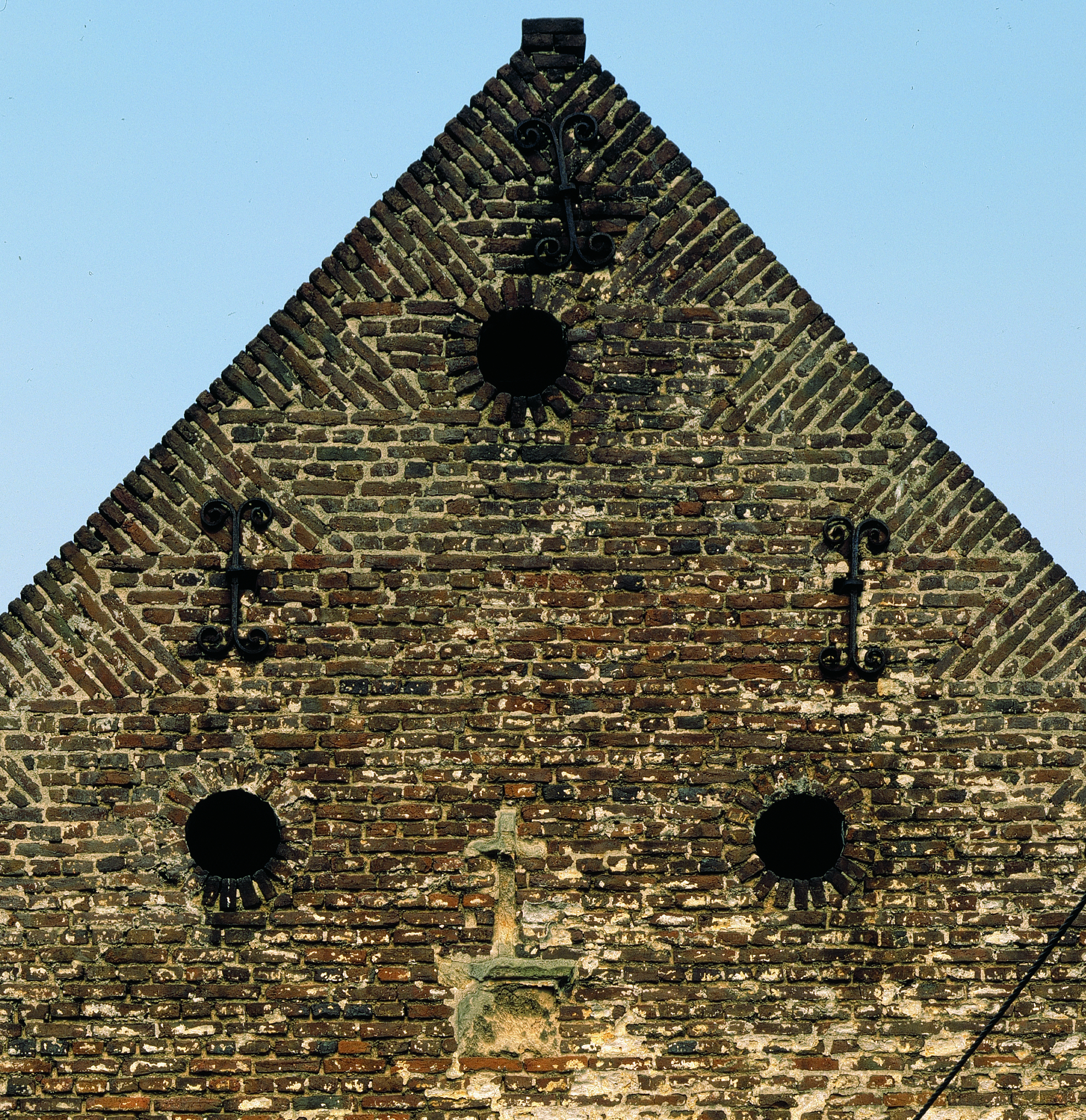
Idem, detail geveltop met beschadigd reliëf
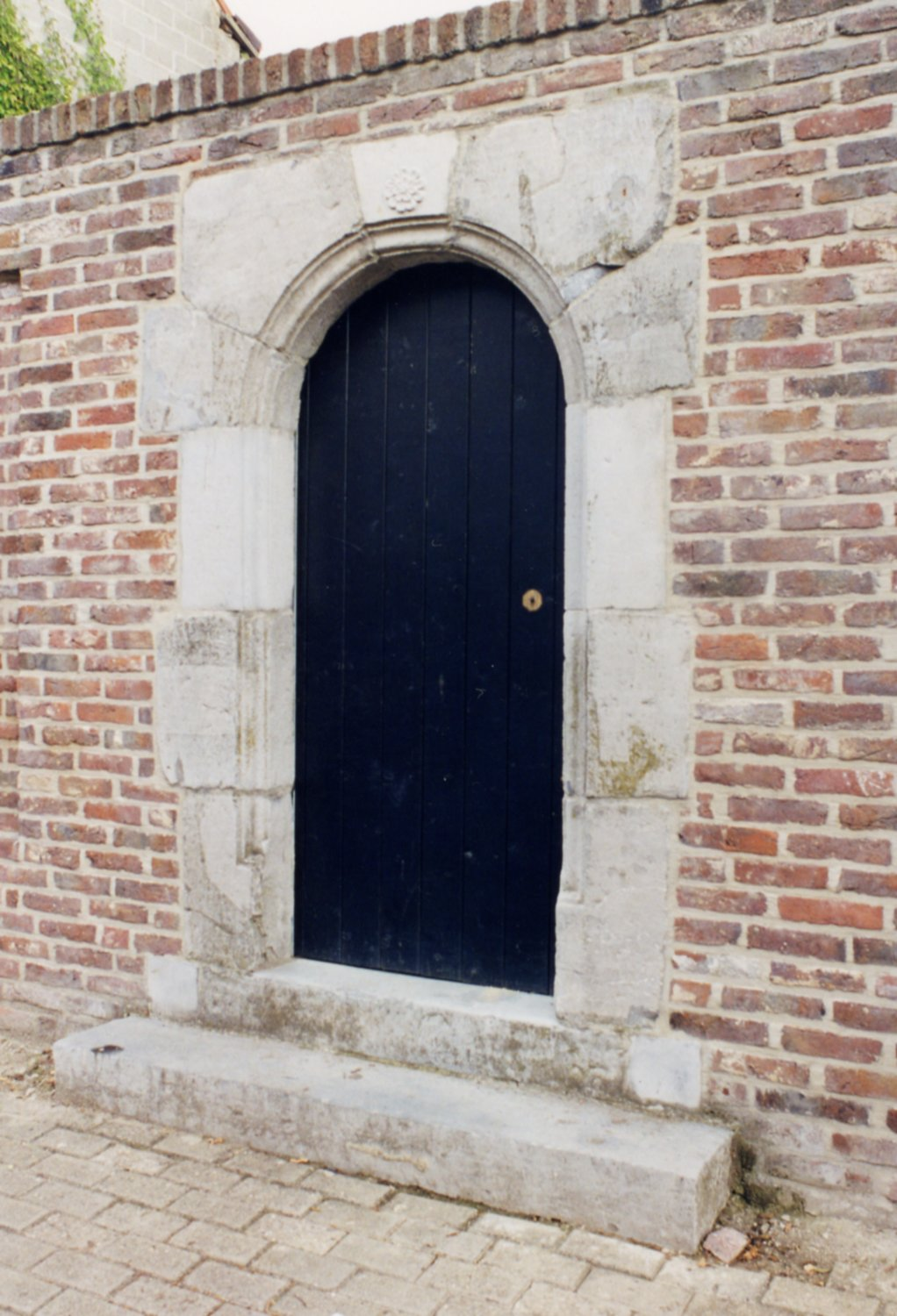
Omheiningsmuur met poortje en versierde sluitsteen
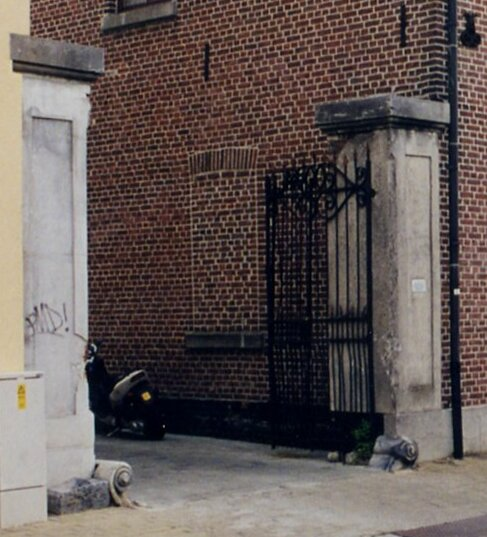
Poort met hardstenen hekpijlers

### Handschriften
Het klooster had een zeer productief scriptorium. Minstens 77 gewaard gebleven handschriften kunnen aan het Maaseikse kloosterscriptorium worden toegeschreven, de grootste boekenschat uit een middeleeuws klooster in de Nederlanden. De meeste (65) handschriften zijn geschreven in het Middelnederlands. In die handschriften werden opvallend veel teksten van de Brabantse (Jan van Ruusbroec) en de Rijnlandse en Duitse mystici (Meester Eckhart,  Suso en Tauler) overgeschreven. De zusters vertaalden trouwens werken van Duitstalige mystici naar het Middelnederlands. Maar ook andere mystici kwamen aan bod, zo zijn er ook werken van Birgitta van Zweden en van de Pseudo-Birgitta van Zweden teruggevonden. De manuscripten uit de 15e eeuw worden toegeschreven aan vier kopiistes. De libraria die bij de stichting van het klooster overkwam van Mariaweide in Venlo schreef zelf minstens vijftien handschriften tussen 1427 en 1445.
In 1839 werd een kist met 119 handschriften en 352 oude drukken teruggevonden in een donker kamertje op de derde verdieping van het gouvernementsgebouw in Maastricht. Het betrof een deel van de boeken die door de Fransen in beslag waren genomen in de opgeheven kloosters van het departement Nedermaas. Hieronder bevonden zich 54 manuscripten afkomstig uit het Maaseikse klooster. De meeste daarvan kwamen terecht in de Koninklijke Bibliotheek in Den Haag.